# Marcelinho (ur. 1975)
Marcelinho, właśc. Marcelo dos Santos lub Marcelinho Paraíba (ur. 17 maja 1975 w Campina Grande) – brazylijski piłkarz, grający na pozycji napastnika w Boa Ituiutaba.

## Kariera

### Kariera klubowa
Występował kolejno w: Santos FC, Rio Branco Esporte Clube, São Paulo Futebol Clube, Olympique Marsylia, Gremio Porto Alegre, Hertha BSC, Trabzonspor, VfL Wolfsburg, Clube de Regatas do Flamengo, Coritiba FBC, São Paulo FC, Sport Recife, Grêmio Barueri, Boa Ituiutaba, Fortaleza, Inter de Lages, Joinville-SC, Oeste, ponownie w Inter de Lages, Ypiranga-RS, Inter de Lages, Treze, Portuguesa, Treze, AD Perilima, Treze, AD Perilima i Treze. 

#### Hertha BSC
W Berlinie uchodził za ikonę klubu. Słynął jednak z prowadzenia rozrywkowego trybu życia, przez co popadł w konflikt z trenerem Falko Götzem i w związku z tym odszedł z Herthy. W zespole z dolnej saksonii – VfL Wolfsburg grał na pozycji rozgrywającego. Po krótkim czasie otrzymał od trenera Magatha opaskę kapitana. Został niespodziewanie sprzedany przed rozpoczęciem sezonu 2008/2009 do Flamengo za 1 milion euro.

### Kariera reprezentacyjna
W reprezentacji Brazylii rozegrał 5 meczów i zdobył jednego gola.
Karierę piłkarską zakończył 6 grudnia 2020 roku. 

## Sukcesy
- Campinense
  - Campeonato Paraibano: 1991, 1993
- São Paulo
  - Campeonato Paulista: 1998, 2000
  - Copa dos Campeões: 2000 (3 gole)
- Grêmio
  - Campeonato Gaúcho: 2001
  - Copa do Brasil: 2001
- Hertha BSC
  - Puchar Ligi Niemieckiej w piłce nożnej: 2001, 2002
- Boa
  - Taça Minas Gerais: 2012

### Nagrody inwidualne
- Najlepszy piłkarz w Bundeslidze: 2005
- Bola de Prata w Placar: 2009
- Troféu Armando Nogueira: 2009
- Najlepszy piłkarz w Campeonato Pernambucano: 2012
- Wybór w Campeonato Pernambucano: 2012